# فرودگاه شهرستان دوواگیاک
فرودگاه شهرستان دوواگیاک (به انگلیسی: Dowagiac Municipal Airport) یک فرودگاه همگانی است که یک باند فرود آسفالت دارد و طول باند آن ۱۴۳۳ متر است. این فرودگاه در کشور ایالات متحده آمریکا قرار دارد و در ارتفاع ۲۲۸ متری از سطح دریا واقع شده‌است.